# Lina Tartara Minora
Lina Tartara Minora (Sale, 7 luglio 1892 – Roma, 17 febbraio 1968) è stata un'attrice italiana.

## Biografia
Attrice teatrale, debutta nel cinema nel 1935 nella pellicola Amore di Carlo Ludovico Bragaglia, iniziando una carriera da caratterista che manterrà sino al 1960, quando abbandonerà l'attività.

## Filmografia
- Amore, regia di Carlo Ludovico Bragaglia (1935)
- Non ti conosco più, regia di Nunzio Malasomma (1936)
- Pensaci, Giacomino!, regia di Gennaro Righelli (1936)
- Ho perduto mio marito, regia di Enrico Guazzoni (1937)
- Crispino e la comare, regia di Vincenzo Sorelli (1938)
- Jeanne Doré, regia di Mario Bonnard (1938)
- Luciano Serra pilota, regia di Goffredo Alessandrini (1938)
- Pietro Micca, regia di Aldo Vergano (1938)
- Mille lire al mese, regia di Max Neufeld (1939)
- Ballo al castello, regia di Max Neufeld (1939)
- Imputato, alzatevi!, regia di Mario Mattoli (1939)
- La mia canzone al vento, regia di Guido Brignone (1939)
- La vedova, regia di Goffredo Alessandrini (1939)
- Lo vedi come sei... lo vedi come sei?, regia di Mario Mattoli (1939)
- Piccolo hotel, regia di Piero Ballerini (1939)
- Una moglie in pericolo, regia di Max Neufeld (1939)
- Centomila dollari, regia di Mario Camerini (1940)
- La danza dei milioni, regia di Camillo Mastrocinque (1940)
- L'ebbrezza del cielo, regia di Giorgio Ferroni (1940)
- La notte delle beffe, regia di Carlo Campogalliani (1940)
- Mamma, regia di Guido Brignone (1941)
- Il re del circo, regia di Hans Hinrich (1941)
- La maschera di Cesare Borgia, regia di Duilio Coletti (1941)
- L'elisir d'amore, regia di Amleto Palermi (1941)
- Notte di fortuna, regia di Raffaello Matarazzo (1941)
- Scampolo, regia di Nunzio Malasomma (1941)
- Il birichino di papà, regia di Raffaello Matarazzo (1942)
- La danza del fuoco, regia di Giorgio Simonelli (1942)
- La famiglia Brambilla in vacanza, regia di Carl Boese (1942)
- La principessa del sogno, regia di Roberto Savarese e Maria Teresa Ricci (1942)
- Se io fossi onesto, regia di Carlo Ludovico Bragaglia (1942)
- L'avventura di Annabella, regia di Leo Menardi (1943)
- Dagli Appennini alle Ande, regia di Flavio Calzavara (1943)
- Harlem, regia di Carmine Gallone (1943)
- Lascia cantare il cuore, regia di Roberto Savarese (1943)
- Resurrezione, regia di Flavio Calzavara (1943)
- Tre ragazze cercano marito, regia di Duilio Coletti (1944)
- Perdonami!, regia di Mario Costa (1953)
- Il ferroviere, regia di Pietro Germi (1956)
- Suor Letizia, regia di Mario Camerini (1956)
- Gagliardi e pupe, regia di Roberto Bianchi Montero (1958)
- Le pillole di Ercole, regia di Luciano Salce (1960)